# Pfarrkirche Jagerberg

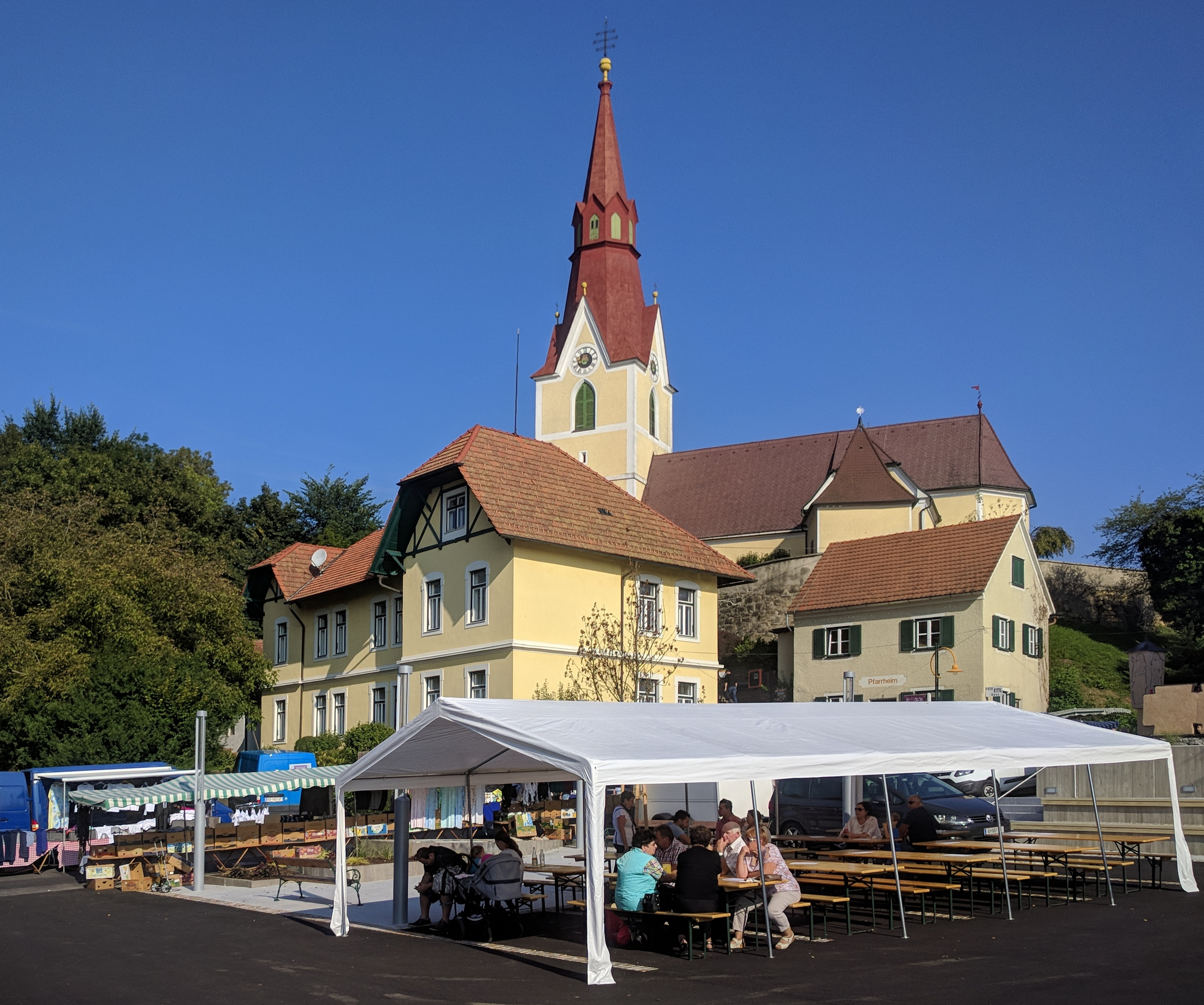
Katholische Pfarrkirche hl. Andreas in Jagerberg

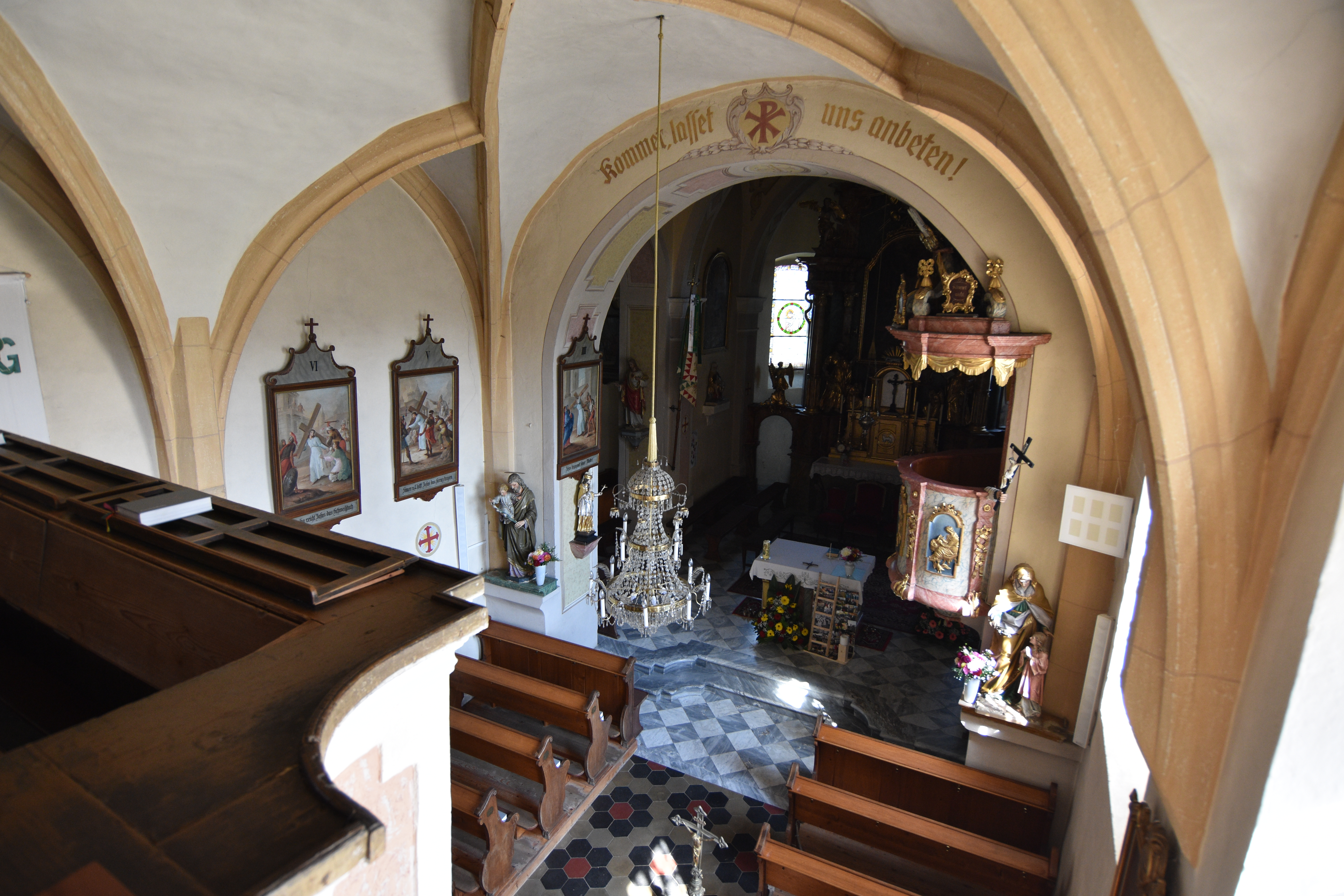
Langhaus, Blick zum Chor

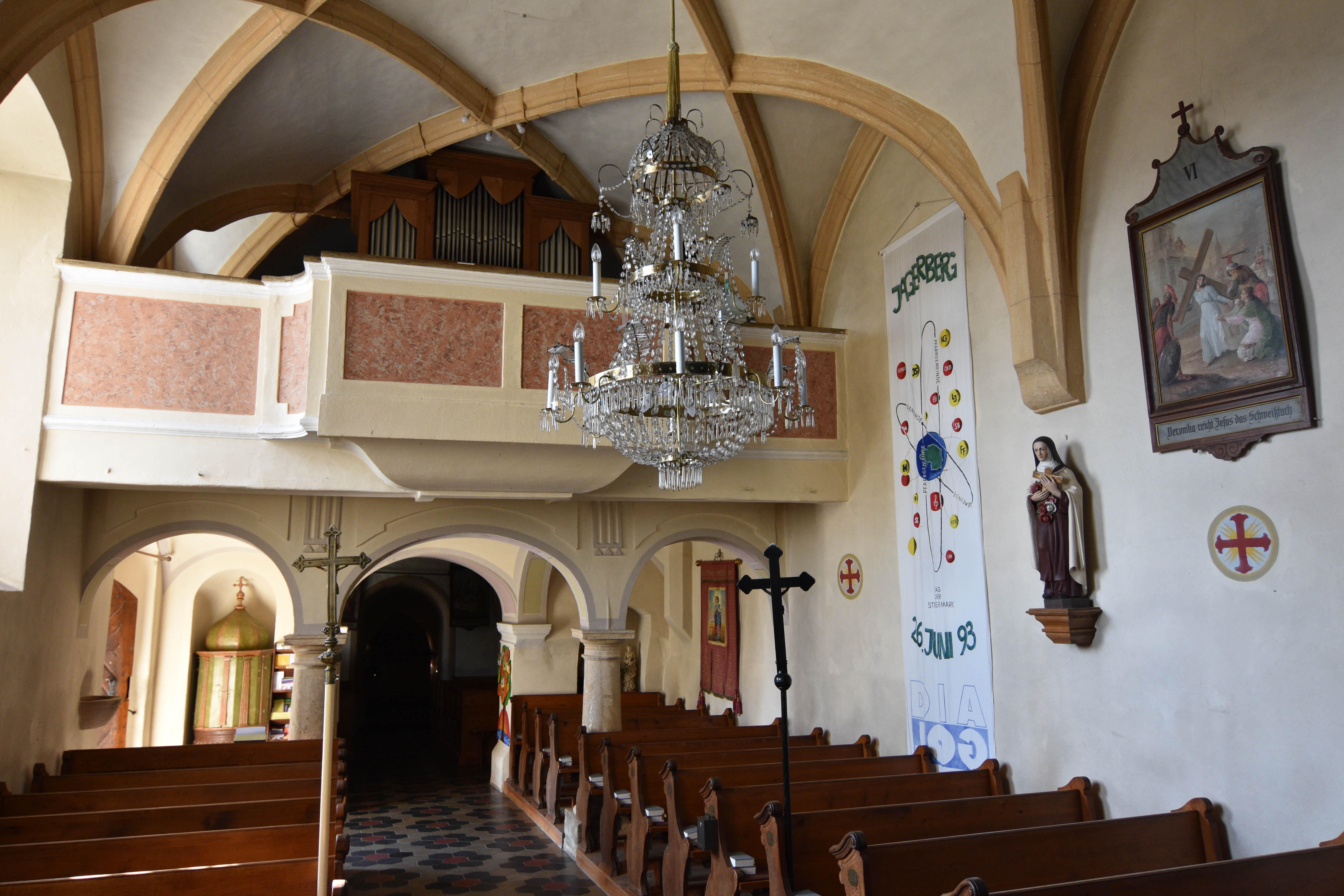
Langhaus, Blick zur Orgelempore

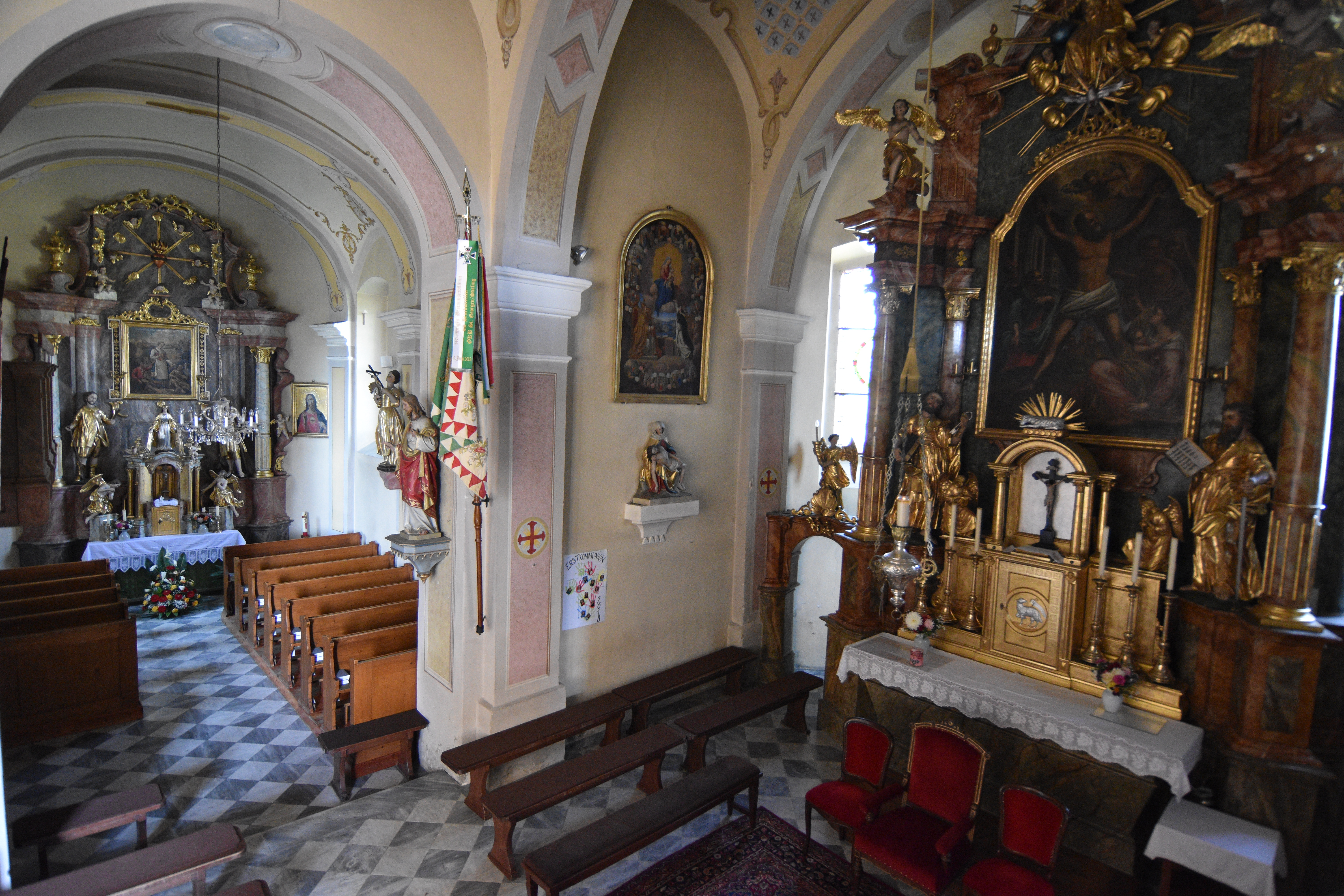
Links die nördliche Seitenkapelle, rechts der Chor

Die Pfarrkirche Jagerberg steht in der Marktgemeinde Jagerberg im Bezirk Südoststeiermark in der Steiermark. Die dem Patrozinium hl. Andreas unterstellte römisch-katholische Pfarrkirche gehört zum Dekanat Leibnitz in der Diözese Graz-Seckau. Die Kirche steht unter Denkmalschutz (Listeneintrag).

## Geschichte
Urkundlich wurde 1269 eine Kirche (Wehrkirche) genannt und 1788 zur Pfarrkirche erhoben.
Der gotische Kirchenbau wurde spätbarock erweitert. Der vorgestellte massive Westturm aus dem 14. Jahrhundert wurde 1770 erhöht und erhielt bei einer Regotisierung 1874 einen Spitzhelm. Das südliche Langhausportal entstand um 1500. 1965 war eine Restaurierung.

## Architektur
Die Kirche mit erhaltenen Resten eines ehemaligen Wehrturmes beim südöstlichen Kirchhofportal steht beherrschend auf dem Höhenrücken Schlegelberg zwischen dem Saßbach und dem Ottersbach.
Das Langhaus hat eine Fassade mit einfachen abgetreppten Strebepfeilern. Südseitig zeigt die Kirche eine Sonnenuhr 1580.
Das Kircheninnere zeigt ein niederes dreijochiges Langhaus unter einem Netzrippengewölbe auf gekappten Diensten. Der zweijochige platzlgewölbte Chor mit einem Dreiachtelschluss hat die Breite des Langhauses und erhielt 1770 eine Gliederung mit Pilastern. 1770 wurde im Langhaus eine Sängerempore auf zwei Säulen eingebaut. Im ersten Chorjoch sind flankierend zwei Kapellen angebaut, die südliche Kapelle ist rechteckig und hat eine Empore, die nördliche Kapelle ist zweijochig mit einem Dreiachtelschluss und hat eine Pilastergliederung wie im Chor.
Vor der Kirche steht eine kleine Kapelle hl. Notburga aus der Mitte des 18. Jahrhunderts.

## Ausstattung
Die Einrichtung entstand in der Zeit des spätbarocken Umbaus. Den Hochaltar schuf der Bildhauer Franz Domiscus 1772 mit dem Maler Josef Pflänzl. Beide schufen auch den Notburga-Altar 1777/1779.